# Bram Evers
Brand (Bram) Evers (Arnhem, 16 juli 1886 – aldaar, 7 oktober 1952) was een Nederlandse atleet, die verschillende atletieknummers beoefende.

## Loopbaan
Op de Olympische Spelen van Londen in 1908 nam Evers deel aan zes verschillende onderdelen. Allereerst was hij lid van het Nederlandse team op de olympische estafette, een nummer waarbij de vier lopers achtereenvolgens 200, 200, 400 en 800 meter liepen. Evert Koops en Jac Hoogveld liepen elk 200 m, Victor Henny 400 m en Evers fungeerde op de 800 m als slotloper. Het Nederlandse team werd tweede in haar heat, maar drong desondanks niet door tot de finale. Op het onderdeel 400 m behaalde hij een derde plaats in zijn serie, maar kwam hij niet in de halve finale. Hetzelfde gold voor de 800 m, waarin Evers zijn race in de serie niet uitliep. Bij het polsstokhoogspringen plaatste hij zich met 2,82 m niet voor de finale, evenmin als bij het verspringen en het verspringen uit stand.
Evers werd in 1908 Nederlands kampioen op de 400 m en daarmee de eerste officiële titelhouder op dit nummer in de Nederlandse atletiekgeschiedenis. Hij was bovendien de eerste officiële kampioen bij het polsstokhoogspringen. In 1908 en 1909 was hij in Nederland ook op dit nummer de beste.
In 1909 sprong Bram Evers over 3,40. Hij leverde deze prestatie vanaf een plank en met een touw in plaats van een lat. Bij de Olympische Spelen in Londen werden de Nederlanders geconfronteerd met de nieuwe wedstrijdbepalingen, die voorschreven dat er zonder plank en met een lat moest worden gesprongen. Al snel werden ook in Nederland deze wedstrijdbepalingen ingevoerd, waarna het springen van een plank en over een touw niet meer voorkwam.

## Nederlandse kampioenschappen
| Onderdeel            | Jaar       |
| -------------------- | ---------- |
| 400 m                | 1908       |
| 110 m horden         | 1909       |
| polsstokhoogspringen | 1908, 1909 |
| verspringen          | 1908       |

## Persoonlijke records
| Onderdeel            | Prestatie | Jaar |
| -------------------- | --------- | ---- |
| 400 m                | 54,4 s    | 1909 |
| 800 m                | 2.09,8    | 1907 |
| polsstokhoogspringen | 3,40 m    | 1909 |
| verspringen          | 6,00 m    | 1908 |